# Guttorm Berge
Guttorm Berge (n. 19 aprilie 1929, Oppland, Norvegia – d. 13 martie 2004, Comuna Bærum, Akershus, Norvegia) a fost un schior alpin ce a reprezentat Norvegia, medaliat olimpic. A participat la două ediții ale Jocurilor Olimpice (1952, 1956) în care a câștigat o medalie de bronz.